# 酒類小売業者の経営の改善等に関する緊急措置法
酒類小売業者の経営の改善等に関する緊急措置法（しゅるいこうりぎょうしゃのけいえいのかいぜんとうにかんするきんきゅうそちほう、平成15年5月1日法律第34号）は、酒類販売における規制緩和に直面した酒類小売業者の経営の改善および転廃業の円滑化を目的として制定されていた日本の法律。2003年5月1日に公布された。
限時法であったため、2005年8月31日に失効した。ただし、本法による規制の一部は2006年8月31日まで有効とされていた。

## 制定の背景
酒税の確実な賦課徴収を担保するため、酒税法によって酒類の小売販売には、管轄の税務署長から付与される酒類小売業免許が必要である。かつては、免許付与の基準を厳格なものとすることによって、新規参入を抑制し、既存の小売業者を保護していたのだが、1998年（平成10年）に閣議決定された『規制緩和推進3カ年計画』に基づき、酒類販売の事実上の「自由化」が既定路線となった。
本法は、規制緩和による競争の激化に危機感を抱いた既存業者の後押しを受け、衆議院議員の谷津義男・田中和徳 （自由民主党所属）らが提出した議員立法である。なお、谷津は連立与党（自民・公明・保守）の酒税問題プロジェクトチームの座長、田中は街の酒屋さんを守る国会議員の会会長を務めていた。

## 内容
酒類販売の規制緩和によって酒類の需給バランスが不安定となる地域については、所轄の税務署長が「緊急調整地域」に指定することができる。緊急調整地域に指定されると、酒類小売業免許の新規付与、域外の酒類小売業者の移転許可が原則として認められなくなる。また、国税局長または税務署長は酒類小売業者が不公正な取引を行っていると思料するときは公正取引委員会に措置請求することができる。新規参入に障壁を設け既存の小売業者を保護するという色合いが強いが、一方で国が酒類小売業者の転廃業の円滑化に必要な措置を講じることを定めている。
本法は2005年8月31日に失効することが予め定められていた時限立法であった。しかし、酒類小売業者の経営が改善されていないとして、衆議院財務金融委員長による議員立法によって、失効前の同年8月10日に一部が改正された。これにより、緊急調整地域指定の効力が2006年8月31日まで延長された。
本法の廃止、緊急調整地域指定の失効で、全国的に酒類の小売販売は事実上の「自由化」となった。今後は酒類を取り扱うスーパーマーケットやコンビニエンスストアが増える一方で、中小の小売業者の転廃業が続くものと予想されている。